# HK Ałmaty
HK Ałmaty (ros. ХК Алматы) – kazachski klub hokejowy z siedzibą w Ałmaty.

## Dotychczasowe nazwy
- Awtomobilist Ałma-Ata (1967–1972)
- Jengbek Ałma-Ata (1972–1994)
- Jengbek Ałmaty (1994–2010)
- HK Ałmaty (2010–)

## Sukcesy
- Brązowy medal mistrzostw Kazachstanu: 2003